# Shannon (Clare)
Shannon (en irlandès Sionainn) o Shannon Town (Baile na Sionnainne) és una ciutat d'Irlanda, al comtat de Clare, a la província de Munster. Rep el seu nom del riu Shannon i va rebre l'estatut de ciutat l'1 de gener de 1982.

## Història
Shannon és una ciutat nova. Fou construïda en la dècada del 1960 en la recuperació del pantà al voltant de l'aeroport de Shannon junt al polígon industrial de la Zona Franca de Shannon. La zona residencial ha estat pensada com a llar dels treballadors de l'aeroport, de les indústries del voltant i dels serveis de supoirt. La companyia aèria Eujet tenia la seva seu central en aquesta ciutat. El creixement de la població mai ha estat tan ràpid com s'havia previst al llarg de les primeres dècades d'existència de la ciutat. Això va ser en part a causa de la proximitat dels llocs "fàcils" per viure, com Ennis i Limerick, o fins i tot la propera localitat de Newmarket-on-Fergus.
La naturalesa planificada d'aquesta ciutat no s'ha traduït en èxit. Hi ha manca d'instal·lacions i el disseny del seu centre comercial és escàs. Les botigues de davant del carrer de vianants no han obert a causa del vents de l'estuari i la pluja. Els primers habitatges de baix cost (torre-bloc apartaments a Drumgeely, prop de l'aeroport) eren habitatges adossats de mala qualitat.

## Resultat de les eleccions locals de 2009
| Partit       | Escons | Canvi |
| ------------ | ------ | ----- |
| Fine Gael    | 4      | +2    |
| Labour Party | 2      | =     |
| Independent  | 2      | -1    |
| Sinn Féin    | 1      | +1    |
| Fianna Fáil  | 0      | -2    |

## Enllaços externals
- Web oficial Arxivat 2012-07-22 a Wayback Machine.